# 카라소그나투스
카라소그나투스는 페름기 후기에 살았던 키노돈트에 속하는 수궁류 중 하나이며, 견치류 중에서는 가장 초기에 등장한 동물이다. 1종이 포함된다.

## 특징
모식표본 (SAM-PK-K 10369)의 경우 트로피도스토마 무리지대(Tropidostoma Assemblage Zone)에서 발견되었으며, 찌그러진 두개골과 아랫턱 일부분 그리고 다리 한 개로 구성되어 있다.
카라소그나투스는 네발로 걸었으며 이빨은 씹는 근육인 하악외전근에 있다. 두개골 길이는 5cm이며 작은 동물로 추정된다. 아직 전체 화석은 발견되지 않았고 몸 길이는 두개골 길이의 10배인 50cm로 추정된다.

### 두개골
카라소그나투스의 주둥이는 두개골의 절반 정도 된다. 또 두개골 모양은 일반적인 견치류의 두개골보다는 수두류(견치류보다 파충류에 더 가까운 분류군)의 두개골에 더 가까웠다. 이와 같이 카라소그나투스는 보통의 키노돈트보다 수두류의 공통점이 많았다.